# Pallacanestro Cantù 1964-1965
Questa voce raccoglie le informazioni riguardanti la Pallacanestro Cantù nelle competizioni ufficiali della stagione 1964-1965.

## Stagione
La stagione 1964-1965 della Pallacanestro Cantù sponsorizzata Fonte Levissima, è la 10ª nel massimo campionato italiano di pallacanestro, l'Elette.
Dopo l'ingaggio di Enrico De Carli, la Pallacanestro Cantù continuò a pensare di ingaggiare giocatori italiani d'oltreoceano, così venne scelto Alberto "Caña" De Simone, un oriundo italo-argentino.

## Roster
- Giancarlo Sarti
- Alfredo Barlucchi
- / Enrico De Carli
- / Alberto De Simone
- Antonio Frigerio
- Claudio Galbiati
- Renzo Pinasco
- Carlo Recalcati
- Angelo Rovati
- Claudio Valentini
- Gianni Zagatti

Allenatore:  Gianni Corsolini

## Mercato
| Acquisti | Acquisti          | Acquisti | Acquisti   |
| R.       | Nome              | da       | Modalità   |
| -------- | ----------------- | -------- | ---------- |
| C        | Alberto De Simone |          | definitivo |
| A        | Angelo Rovati     |          | definitivo |

| Cessioni | Cessioni | Cessioni | Cessioni |
| R.       | Nome     | a        | Modalità |
| -------- | -------- | -------- | -------- |